# 吉高由里子
吉高 由里子（よしたか ゆりこ、1988年〈昭和63年〉7月22日 - ）は、日本の女優。東京都出身。アミューズ所属。

## 経歴
高校1年生の時に原宿で買い物をしていた際に芸能事務所のウィルコーポレーションにスカウトされ、芸能界に入る。スカウトしてきたのが女性であったため、気を許して連絡先を教えたという。女優に対する憧れはまったくなかったとのこと。その後、当初の所属事務所ウィルコーポレーションがアミューズに吸収合併されたことにより、アミューズ所属となった。
2006年、映画『紀子の食卓』でデビューし、第28回ヨコハマ映画祭最優秀新人賞を受賞。
2007年9月に交通事故に遭って顎の骨を折る重傷を負い入院。オーディションで『蛇にピアス』の主演が決まった数日後のことだった。同作ではデビュー以来初のヌードを披露し、第32回日本アカデミー賞新人俳優賞、ブルーリボン賞新人賞などを受賞し、ブレイクを果たす。
2009年10月期、フジテレビ系月9ドラマ『東京DOGS』のヒロインに抜擢される。
2010年7月期、日本テレビ系『美丘 -君がいた日々-』で地上波連続ドラマ初主演。
2013年に出演した映画『横道世之介』で第68回毎日映画コンクール女優助演賞などを受賞。4月期でフジテレビ系月9ドラマ『ガリレオ』の第2シーズンのヒロインを演じる。
2014年4月期、NHK連続テレビ小説『花子とアン』ではオーディションなしでヒロイン役に抜擢され、同年12月31日放送の『第65回NHK紅白歌合戦』で紅組司会を務めた。
2015年10月、『大逆走』で舞台に初挑戦した。
2024年1月、NHK大河ドラマ『光る君へ』で、主人公の紫式部役を演じる。

## 人物
左利き。ドラマ『花子とアン』出演時には、主役のモデルとなった村岡花子が右利きのために、普段の食事も右手で箸を持つように変えた。
NHK大河ドラマ『光る君へ』でも、平安時代に左利きで筆を持った人がいないことから、撮影の半年前から右手で筆を使う稽古を重ね、右手で書くシーンが収録されている。
焼肉店やディスカウントショップでアルバイトをしていたこともある。また、ガソリンスタンドやコンビニエンスストアで働いた事もある。
女優としての転機となった出来事として2007年、映画『蛇にピアス』の撮影直前に起きた交通事故だと答えている。このことについて吉高は「死も覚悟したその事故を通して、仕事が無くふてくされていた自分が、いかに周りに助けられていたのかを知るきっかけになった」と振り返っている。別のインタビューでも「あの頃の私は人間的にとんがっていたし、人に感謝することも知りませんでした。お前は一度、痛い思いをしないと分からないと、ああいう事故の経験が与えられたんだと思います」と語っている。
役が決まるたび、「もう数年後には女優を続けていないのではないか」と思うほど、深く悩むと語っている。
2009年からファッション雑誌『JILLE』にて、「吉高補完計画」に出演。その中でアート分野に挑戦する企画があり、2012年12月号までの時点で「連載史上、一番難しかった」のは押し花だと語っている。
2010年3月にCNNの「世界的に名前は知られていないが演技力のある日本の俳優7人」に選ばれている。

### 趣味・特技・嗜好
趣味は絵を描くこと、音楽鑑賞。
好きな女優は永作博美で、「あんな風にキレイに大人になっていきたい」と語っている。
好きな料理は肉と魚。
好きな色は、黒色や濃い紫色。
好きな映画はスタジオジブリの作品。中でも『天空の城ラピュタ』が好き。
広島弁と大阪弁を自在に操れる。父親は広島県の出身で、家で作るお好み焼きは広島風である。
そろばん指導者の資格を持っており、アルバイトでそろばんの先生をしていたこともある。

### 交友
銀色夏生は、2000年4月6日に娘（カーカ、当時 小学校2年生）が通う小学校に用事があった際、新入生のお世話をする吉高由里子（当時 小学校6年生）をたまたま見かけ、彼女の振る舞いに一目惚れ。その後彼女を探し「写真を撮らせて欲しい」と手紙を送り、家の前や近所の公園で写真を撮らせてもらった。その時の写真は詩集「バイバイまたね」に掲載された。その後芸能界で活躍した吉高が当時の少女だとは、友達に教えてもらうまで気づかなかった。
柴咲コウとは『ガリレオ』で共演する以前から親交があり、互いに「由里子」「コウちゃん」と呼び合っている。他には同作の映画版『真夏の方程式』で共演した杏とも仲が良く、互いに「由里ちゃん」「杏ちゃん」と呼び合っている。
司会を務めた第65回NHK紅白歌合戦を迎える特別番組にて、長渕剛の子供や森進一の子供と同級生であることを明かした。
他に『花子とアン』で共演した近藤春菜（ハリセンボン）は親友である。近藤とは『正義のセ』第8話でも共演している。

### 騒動
2017年、『東京タラレバ娘』最終回の番宣のために出演した『ZIP!』で共演者の坂口健太郎を妊娠中の小熊美香に向かって突き飛ばす行動をとった、突き飛ばした後にケタケタ笑う吉高の姿が放映されたことでネットを中心に非難を浴びた。

## 出演
※主演は太字

### テレビドラマ
- 時効警察 第6話（2006年2月、テレビ朝日） - 真弓 役
- ドラマW チルドレン（2006年5月、WOWOW） - 青木美春（高校時代） 役
- PS -羅生門- 第2話（2006年7月、テレビ朝日） - 園田ゆかり 役
- 愛の劇場 いい女（2006年、TBS） - 中村美香 役
- 素晴らしい世界 スバセカ劇場 今夜もワンダフルバーで3（2007年8月、北海道テレビ〔ローカル〕） - 小日向結花 役
- 冗談じゃない! 第8話（2007年6月、TBS）
- 世にも奇妙な物語 '07秋の特別編 カウントダウン（2007年10月2日、フジテレビ） - 中里 役
- あしたの、喜多善男〜世界一不運な男の、奇跡の11日間〜（2008年1月 - 3月、関西テレビ） - 宵町しのぶ 役
- 大河ドラマ（NHK総合）
  - 篤姫 第4回・第12回（2008年） - 於哲 役
  - 光る君へ（2024年）- 紫式部 / まひろ 役[16]
- 紺野さんと遊ぼう（2008年3月 - 4月、WOWOW） - 紺野美雪 役
- アベレイジ（2008年3月28日、フジテレビ） - 宇宙人 / 女客（5） 役
  - アベレイジ2（2008年10月11日） - B子 役
- 太陽と海の教室（2008年7月 - 9月、フジテレビ） - 屋嶋灯里 役
- サタデーTVラボ トンスラ（2008年10月 - 12月、日本テレビ） - 柏葉ミカ 役
- サザン30th×日テレ55thドラマ the波乗りレストラン（2008年11月、日本テレビ） - 三崎 役
- 吉高由里子20歳、奈良着。〜小さな恋のお手伝い〜（2008年12月14日、関西テレビ〔ローカル〕）
- ラブ♥シャッフル（2009年1月 - 3月、TBS） - 早川海里 役
- ほんとにあった怖い話 血ぬられた旅館（2009年2月3日、関西テレビ） - 安田萌 役
- 白い春（2009年4月 - 6月、関西テレビ） - 西田栞 役
- イケ麺新そば屋探偵〜いいんだぜ!〜 第5話（2009年8月1日、日本テレビ） - 祖師谷グリコ 役
- 恋時雨コイシグレ〜恋はときどき泪が出る〜（2009年9月、フジテレビ） - 朗読、PV出演
- 東京DOGS（2009年10月 - 12月、フジテレビ） - 松永由岐 役
- 豆腐姉妹（2010年7月 - 8月、WOWOW） - 三姉妹 役
- 美丘-君がいた日々-（2010年7月 - 9月、日本テレビ） - 峰岸美丘 役
- 私が恋愛できない理由（2011年10月 - 12月、フジテレビ） - 小倉咲 役
- ヴァンパイア検事2（2012年9月 - 11月、OCN） - ルナ 役
- ガリレオ（2013年4月 - 6月、フジテレビ） - 岸谷美砂 役 
  - ガリレオ XX（ダブルエックス） 内海薫 最後の事件 愚弄ぶ（もてあそぶ）（2013年6月22日） - 岸谷美砂 役
- 連続テレビ小説 花子とアン（2014年3月31日 - 9月27日、NHK総合） - 村岡花子 役[36]
  - スピンオフスペシャル 朝市の嫁さん（2014年10月18日、NHK BSプレミアム）
- 東京タラレバ娘（2017年1月18日 - 3月22日、日本テレビ） - 鎌田倫子 役[37]
  - 東京タラレバ娘2020（2020年10月7日）[38]
- 正義のセ（2018年4月11日 - 6月13日、日本テレビ） - 竹村凜々子 役[39]
- わたし、定時で帰ります。（2019年4月16日 - 6月25日、TBS） - 東山結衣 役[40]
- 知らなくていいコト（2020年1月8日 - 3月11日、日本テレビ） - 真壁ケイト 役[41]
- 危険なビーナス（2020年10月11日 - 12月13日、TBS） - 矢神楓 役[42]
- 最愛（2021年10月15日 - 12月17日、TBS） - 真田梨央 役[43][44]
- 特集ドラマ「風よ あらしよ」（2022年3月31日、NHK BS8K / 2022年秋、BSプレミアム・BS4K） - 伊藤野枝 役[45]
- 星降る夜に（2023年1月17日 - 3月14日、テレビ朝日） - 雪宮鈴 役[46]

### 映画
- ZOO「SEVEN ROOMS」（2005年3月19日公開） - ROOM7の女 役
- 紀子の食卓（2006年9月23日公開） - 島原ユカ 役
- 渋谷区円山町（2007年3月17日公開） - 瀬田 役
- 歌謡曲だよ、人生は 第6話 ざんげの値打ちもない（2007年5月12日公開） - 少女 役
- 転々（2007年11月10日公開） - ふふみ 役
- 夕映え少女「イタリアの歌」（2008年1月26日公開） - 咲子 役
- 僕の彼女はサイボーグ（2008年5月31日公開） - ミエ（22世紀の学生） 役
- きみの友だち（2008年7月26日公開） - 花井恭子 役
- 蛇にピアス（2008年9月20日公開） - ルイ 役
- 重力ピエロ（2009年5月23日公開） - 夏子 役
- カイジ 人生逆転ゲーム（2009年10月10日公開） - 石田裕美 役
- すべては海になる（2010年1月23日公開） - 椚しず子 役
- GANTZ（2011年1月29日公開） - 小島多恵 役
- 婚前特急（2011年4月1日公開） - 池下チエ 役
- GANTZ PERFECT ANSWER（2011年4月23日公開） - 小島多恵 役
- 探偵はBARにいる（2011年9月10日公開） - 近藤恵 役
- カメリア「kamome」（2011年10月22日公開）
- カイジ2 人生奪回ゲーム（2011年11月5日公開） - 石田裕美 役
- ロボジー（2012年1月14日公開） - 佐々木葉子 役
- ヒミズ（2012年1月14日公開） - ミキ 役
- 僕等がいた 前篇（2012年3月17日公開）・後篇（2012年4月21日公開） - 高橋七美 役
- 横道世之介（2013年2月23日公開） - 与謝野祥子 役
- 真夏の方程式（2013年6月29日公開） - 岸谷美砂 役
- ユリゴコロ（2017年9月23日公開） - 美紗子 役[47]
- 検察側の罪人（2018年8月24日公開） - ヒロイン・橘沙穂 役[48]
- きみの瞳が問いかけている（2020年10月23日公開） - 柏木明香里 役（横浜流星とW主演）[49]
- 風よ あらしよ 劇場版（2024年2月9日公開） - 伊藤野枝 役[50]

### 舞台
- 大逆走（2015年10月9日 - 11月1日、Bunkamuraシアターコクーン） - 佐久間道子 役[15]
- レディエント・バーミン（2016年7月12日 - 7月31日、シアタートラム） - ジル 役
- M&Oplaysプロデュース「クランク・イン！」（2022年10月7日 - 30日、本多劇場ほか） - ジュン 役[51]

### WEBドラマ
- 性病先生（2006年3月20日 - 2006年5月、GyaO） - 水口さとみ 役
- ミュードラ「woh woh」（2009年1月26日 - 2009年2月、FUJIPACIFIC MUSIC） - 瞳 役
- 婚前特急-ジンセイは17から-（2009年9月7日 - 28日、au LISMOドラマ） - 池下チエ 役
- パーセンテージ・オブ・ラブ〜彼氏は意外と10%くらい〜（2009年、そごう・西武「2009 Love Xmasキャンペーン｣） - ほのか 役
- 婚前特急-ジンセイやっぱ21から-（2011年1月、au LISMOドラマ） - 池下チエ 役
- 婚前特急-結婚まであと117日-（2011年9月2日 - 9月30日、全5話、au LISMOドラマ） - 池下チエ 役

### テレビアニメ
- ミチコとハッチン（2009年1月、フジテレビ） - ヴァネッサ・リー 役
- おじゃる丸（2024年10月、NHK Eテレ） - まひろ 役

### CM
- ナムコ ゼノサーガII（2004年）
- ネスレ日本 キットカットウェブCM「帰宅」篇（2004年 - 2005年）
- 私的録音補償金管理協会 ポスター（2005年）
- エヌ・ティ・ティ・ドコモ関西 企業CM（2006年）
- 任天堂 プレス発表会用PV（2006年）
- 住友生命保険「四つ葉のクローバー」篇（2006年）
- 花王
  - ハミング（2006年）
  - Essential（2010年）
- 神戸製鋼所グループ（2006年）
- ケンタッキー・フライド・チキン チキンフィレサンド『Let's フィレサンド』篇（2007年）
- 日本工学院「クリエイターズ」篇
- ヤクルト タフマン
- ミニストップ いちごミルフィーユパフェ「ゆびさし篇」（2009年）
- サントリー
  - ハーバルクリア（2009年）
    - 「OK牧場」篇
    - 「鏡（似てる）」篇
    - 「ワンピース」篇

  - ジョッキのみごたえ辛口<生>（2010年）※月曜日のCMに出演
  - トリスウイスキー エクストラ、トリスウイスキー ハイボール缶（2010年）
  - トリスハイボール缶「OPENトリスバー」篇（2014年）[52]
  - トリスクラシック「君とトリスといつまでも」篇（2017年）
  - 企業広告「人生には、飲食店がいる。『不思議な場所』」篇（2021年）[53]
- トヨタ自動車 ラクティス「トークLIVE IN ラクティス!」篇（2009年） オードリーと共演
- 江崎グリコ
  - パナップ（2010年 - ）
    - 「ガールズミルフィーユ」篇（2010年）
    - 「パナップいかがですか」篇（2016年） [54]

  - 「みんなに笑顔を届けたい。冬」篇（2012年）
  - チーザ
    - 「ハイ、チーザッ!」篇（2013年6月11日 - ）[55]
    - 「チーザの妖精」篇（2014年6月3日 - ）[56]
    - 「GOLD」篇（2015年4月1日 - ）[57]

  - アイスの実
    - 「プチリセット」篇（2018年6月1日 - ）
    - 「実は…進化してるの!」篇（2021年6月1日 - ）
    - 「仕事中にリフレッシュ」篇（2023年4月3日 - ）[58]
    - 「ひとつぶリフレッシュ」篇（2024年3月18日 - ）[59]
    - 「アイスの実って、実は…」篇（2025年6月13日 - ）[60]
- JRAナビゲーター（2011年）
- キヤノン IXY（2011年）
- NIVEA（2011年）
- ユナイテッドアローズ（2011年）
  - 「恋するレーベル 101回目のプロポーズ」篇
  - 「恋するレーベル ビューティフルライフ」篇
- トヨタレンタリース「トヨタレンタカー」（2012年）ガダルカナル・タカ、貴乃花光司、大杉漣、西尾由佳理と共演。
- エスエス製薬 イブA錠（2012年）
- 西武鉄道 秩父さんぽ旅（2013年3月1日 - ）[61]
- ディー・エヌ・エー『commデビュー』篇（2013年）
- ネイチャーラボ モイスト・ダイアン オイルシャンプー
  - 「温泉旅行（ダメージ）」篇（2014年）
  - 「温泉旅行（ふわつや）」篇（2014年）
  - 「モイスト＆リペア」篇（2013年）
  - 「ボリューム＆スカルプ」篇（2013年）
- 三井住友銀行「いくぞ、ミライ」（2014年 - ）[62]
- 味の素「鍋キューブ」（2016年9月23日 - ）
- ライオン ソフランアロマリッチ
  - 「雑踏篇」（2018年1月31日 - ）[63]
  - 「部屋篇」（2018年5月1日 - ）[64]
  - 「信号待ち篇」（2018年8月17日 - ）[65]
- 資生堂 純白専科「純白すっぴん」篇（2018年9月21日 - ）[66]
- カカクコム 食べログ
  - 食べログる彼女（後輩）篇・食べログる彼女（友達）篇（2018年11月24日 - ）[67][68]
- JCOM
  - 「J:COM モバイル『サンドバッグ』篇」（2020年11月20日 - ）[69][70]
  - 「リモート会議」篇（2021年3月5日 - ）[71][72]
  - 「エレキギター」篇（2021年6月26日 - ）[73][74]
  - 「ルンルンスポーツ」篇（2021年7月11日 - ）[75][76]
  - 「熱湯」篇（2022年2月20日 - ）上島竜兵と共演[77]
  - 「超速い転校生」篇（2024年9月14日 - ）落井実結子と共演[78]
  - 「瓦割」篇（2025年3月1日 - ）[79]
- 久光製薬「アレグラFX」（2021年 - ） - 広告キャラクター[80][注 2]
  - 「アレグラ人との出会い」篇「よゆーなワタシ」篇（2021年2月1日 - ）[81]
  - 「ワタシは1日2回」篇（2022年2月7日 - ）[82]
  - 「巨大アレグラ人現る」篇（2023年2月6日 - ）[83]
- JR東海
  - 「いこう。待ってる人がいる。」篇（2024年2月22日 - ）[84]
  - 「60年分の会いにいこう」篇（2024年10月1日 - ）[85]
- アダストリア GLOBAL WORK（2024年 - ）宮沢氷魚と共演
  - 「スッキレイニットは、まちがいない服。」篇（2024年2月29日 - ）[86]
  - 「さらさらリラックスは、まちがいない服。」篇「エアかるイージーパンツは、まちがいない服。」篇（2024年4月18日 - ）[87]
  - 「メルティニットは、まちがいない服。」篇（2024年10月31日 - ）[88]
  - 「リッチクリーンTeeは、まちがいない服。海の⾒える部屋」篇（2025年4月17日 - ）[89]
  - 「リッチクリーンTee は、まちがいない服。暑くなってきたら」篇（2025年6月12日 - ）[90]
- 日清食品「日清のどん兵衛」（2024年 - ）板垣李光人と共演
  - 「どん兵衛食べてほしい」篇（2024年5月23日 - ）[91]

### PV
- アナ「WEST」
- FLOW「ありがとう」（2008年2月20日）
- moumoon「Destiny」
- 福山雅治「蛍」
- monobright「DANCING BABE」
- Perfume「TOKYO GIRL」

### CD
- Let's try again「みんな頑張りすぎないで」というセリフを担当（2011年）

### ドキュメンタリー
- 吉高由里子 ロンドンの6日間 -マクベスに挑んだわたし-（2011年10月4日、NHK BSプレミアム）[92]
- 二十歳の挑戦（2021年4月4日 - 2023年3月26日、テレビ朝日、BS朝日） - ナレーター[93]
- 未来につなぐエール（2023年4月2日 - 、テレビ朝日、BS朝日） - ナレーター[94]

### 音楽特別番組
- NHK紅白歌合戦（NHK総合・ラジオ第1）
  - 第65回（2014年12月31日） - 紅組司会
  - 第74回（2023年12月31日） - ゲスト審査員[95]

## 書籍

### 写真集
- 吉高由里子写真集（撮影:橋本雅司、集英社、2008年9月1日、ISBN 978-4-08-780505-5）

### フォトエッセイ
- 吉高由里子のあいうえお（著:吉高由里子、写真撮影:大森克己、リトルモア、2008年9月1日、ISBN 978-4-89815-246-1）

## 受賞歴

### 映画
2006年度
- 第28回ヨコハマ映画祭 最優秀新人賞（『紀子の食卓』）

2008年度
- 第23回高崎映画祭 最優秀助演女優賞（『きみの友だち』）
- 第51回ブルーリボン賞 新人賞（『蛇にピアス』）
- 第32回日本アカデミー賞 新人俳優賞（『蛇にピアス』）
- 第18回日本映画批評家大賞 新人賞（『蛇にピアス』）

2011年度
- 第33回ヨコハマ映画祭 主演女優賞（『婚前特急』）

2013年度
- 第5回TAMA映画賞 最優秀女優賞（『横道世之介』、『真夏の方程式』）
- 第68回毎日映画コンクール 女優助演賞（『横道世之介』）

2017年度
- 第41回日本アカデミー賞 優秀主演女優賞（『ユリゴコロ』）

### テレビ
2013年度
- 第77回ザテレビジョンドラマアカデミー賞 助演女優賞（『ガリレオ』）

2014年度
- 第82回ザテレビジョンドラマアカデミー賞 主演女優賞（『花子とアン』）

2019年度
- 第16回コンフィデンスアワード・ドラマ賞 主演女優賞（『わたし、定時で帰ります。』）
- 第101回ザテレビジョンドラマアカデミー賞 主演女優賞（『わたし、定時で帰ります。』）

2021年度
- 第31回TV LIFE年間ドラマ大賞 主演女優賞（『最愛』）
- 第110回ザテレビジョンドラマアカデミー賞 主演女優賞（『最愛』）

2022年度
- 東京ドラマアウォード2022 主演女優賞（『最愛』）

2024年度
- 第28回日刊スポーツ・ドラマグランプリ 秋ドラマ 主演女優賞（『光る君へ』）
- 第122回ザテレビジョンドラマアカデミー賞 主演女優賞（『光る君へ』）

### その他
2010年度
- 第25回DVD&ブルーレイでーた大賞 ベスト・タレント賞（俳優賞）

2012年度
- エランドール賞 新人賞